# Mikó Imre Jog- és Közgazdaságtudományi Szakkollégium
A Mikó Imre Jog- és Közgazdaságtudományi Szakkollégium – Romániában, Kolozsvárott működő szakkollégium jogtudományi és közgazdaság-tudományi tanulmányokat folytató magyar egyetemi hallgatók számára. Célkitűzései közé tartozik a szakmai ismeretek anyanyelven történő elsajátítása és tagjai szakmai fejlődésének elősegítése, az aktuális jogi gazdasági jelenségek kutatása és tagjai társadalmi érzékenységének fejlesztése.

## A Mikó Imre Szakkollégium
A Szakkollégiumnak jelenleg hatvan tagja van, akik három évfolyamra vannak felosztva, a Szakkollégiumba való bekerülés időpontjától függően. A Szakkollégiumi tevékenység munkacsoportonként van megszervezve, minden egyes tevékenységi területre jut egy munkacsoport, a munkacsoport teljesítménye a munkacsoport-felelősöktől kérhető számon. 
A Szakkollégium legfelsőbb döntéshozó szerve a Diákbizottság, mely héttagú, itt születnek meg a jövőbeli tevékenységekre, foglalkozásokra vonatkozó technikai, szervezési jellegű döntések.

## A Mikó Imre Szakkollégium célja
A Mikó Imre Szakkollégium célja lehetőséget teremteni az egyetemen folyó szakmai munka kibővítésére és ez által egy nyitott, gazdasági és társadalmi problémákra érzékeny, összetartó közösség kialakítására, amely az egyetemről a munkaerőpiacra kikerülve könnyebben boldogul majd, köszönhetően a használható, versenyképes ismereteknek és készségeknek, amelyek továbbfejlesztéséért is hivatott a Szakkollégium. A szakkollégium három alappilléren áll, melyek a következők: szakmaiság, közösség és társadalmi érzékenység.

### Szakmaiság
A szakkollégiumi lét alapját mindenekelőtt a szakmai élet jelenti, amelynek legfontosabb elemei a kurzusok, előadások, műhelytáborok, konferenciák szervezése, az egyéni kutatómunka anyagi és szakmai támogatása. A kurzusok a hallgatók egyéni igényeihez igazodnak, ugyanis ezek témáit a Szakkollégisták választják ki, ők döntik el, milyen terület, téma, kérdés iránt érdeklődnek leginkább; ezért a szakelőadások mellett különböző készségfejlesztő tantárgyak is megtalálhatóak (esszéírás, pályázatírás, stb.) A meghívott előadók között vannak jogászok, ügyvédek, banki- , valamint EU-s szakemberek, üzletemberek, közgazdászok  és  más, interdiszciplináris területeken kompetens szakemberek is.

### Közösség
A Szakkollégium közössége a különböző szakmai és szabadidős együttlétek során csiszolódik ki és alakul olyan egésszé, amely akár egy életre meghatározó lehet egy szakkollégista számára. Fontosak az erős közösségi kapcsolatok, hiszen enélkül nem valósulhat meg az aktív szakmai tevékenységben való részvétel, a programok közös, professzionális megszervezése sem. Ezért nem csak szakmai, hanem közösségi jellegű programok (mint például filmestek, táborok, képzések és közös szórakozások) szervezésével is foglalkozik.

### Társadalmi érzékenység
A Szakkollégium hangsúlyt fektet az aktuális politikai, gazdasági, jogi és szociális helyzetről való tájékozódásra, mivel alapvetően fontos a jól informáltság, a világ történéseinek megismerése.

## Alapítás
A Mikó Imre Szakkollégiumot 2001. június 1-jén alapította egy, a Babeș-Bolyai Tudományegyetem (BBTE) kb. 40 jogász és közgazdász hallgatójából álló csoport. A Szakkollégium 2004 júniusáig a Sapientia Erdélyi Magyar Tudományegyetem (EMTE) Kutatási Programok Intézetének (KPI) programjaként működött. Ezután önállúsult. Jelenleg a BBTE tudományos kutatói háttérintézményének számító Kolozsvári Magyar Egyetemi Intézettől (KMEI) kap állandó támogatást. 
A szakkollégium névadója Mikó Imre erdélyi kisebbségjogász, egyetemi oktató, bár sokak körében fennáll a tévhit miszerint a szakkollégium nevét gróf Mikó Imrétől kölcsönözte volna.

## Szervezeti forma
Figyelembe véve, hogy Romániában a szakkollégiumok intézménye nem bír a magyarországihoz hasonló jogi szabályzással, a Mikó Imre Jog- és Közgazdaságtudományi Szakkollégium polgári egyesületi formában került bejegyzésre.

## Külső hivatkozások
- A Mikó Imre Jog- és Közgazdaságtudományi Szakkollégium honlapja